# Interstate 69C
Pour les articles homonymes, voir Interstate 69 (homonymie).
L'Interstate 69C (I-69C) est une autoroute sud–nord dans le Sud du Texas. Lorsqu'elle sera complétée, l'autoroute débutera à l'I-2 / US 83 à Pharr et se dirigera vers le nord pour se terminer à la jonction avec l'I-69W / US 59 à George West, près de l'I-37. L'I-69C forme un multiplex sur l'entièreté de sa longueur avec la US 281. Pour le moment, un segment de 18 miles est complété au terminus sud de la route.

## Liste des sorties
| Interstate 69C                            |                       |       |       |        |                                                              |                                                                                    |
| Comté                                     | Municipalité          | mi    | km    | Sortie | Intersections / Destinations                                 | Notes                                                                              |
| Hidalgo                                   | Pharr                 | 0,00  | 0,00  | 1A-B   | I-2 / US 83 – McAllen, Harlingen                             | Indiqué sortie 1A (ouest) et 1B (est); sortie 146A-B de l'I-2                      |
| Hidalgo                                   | Pharr                 | 0,35  | 0,56  | 1C     | US 281 sud / SH 495 (en) – Pharr                             | Terminus sud du multiplex avec US 281; sortie direction sud, entrée direction nord |
| Hidalgo                                   | Pharr                 | 0,85  | 1,37  | 1D     | Sioux Road                                                   | Sortie direction sud, entrée direction nord                                        |
| Hidalgo                                   | Pharr                 | 1,85  | 2,98  | 1E     | FM 3461 (en) (Nolana Loop)                                   |                                                                                    |
| Hidalgo                                   | Limite Pharr–Edinburg | 2,99  | 4,81  | 2      | US 281 Bus. nord / Owassa Road – Edinburg                    |                                                                                    |
| Hidalgo                                   | Edinburg              | 4,00  | 6,44  | 3      | Trenton Road                                                 |                                                                                    |
| Hidalgo                                   | Edinburg              | 5,15  | 8,29  | 4      | Canton Road / Veterans Boulevard                             |                                                                                    |
| Hidalgo                                   | Edinburg              | 5,93  | 9,54  | 5      | Freddy Gonzalez Drive / Sprague Street                       |                                                                                    |
| Hidalgo                                   | Edinburg              | 6,95  | 11,18 | 6      | SH 107 (en) (University Drive)                               |                                                                                    |
| Hidalgo                                   | Edinburg              | 7,44  | 11,97 | 7      | FM 2128 (en) / Schunior Road / Richardson Road / Chapin Road |                                                                                    |
| Hidalgo                                   | Edinburg              | 8,98  | 14,45 | 8      | Russell Road / Rogers Road                                   |                                                                                    |
| Hidalgo                                   | Edinburg              | 9,48  | 15,26 | 9      | FM 1925 (en) (Monte Cristo Road)                             |                                                                                    |
| Hidalgo                                   | Edinburg              | 10,09 | 16,24 | 10     | US 281 Bus. sud – Edinburg                                   | Sortie direction sud, entrée direction nord                                        |
| Hidalgo                                   | Edinburg              | 11,04 | 17,77 | 11     | Davis Drive / Ramseyer Road                                  |                                                                                    |
| Hidalgo                                   | Edinburg              | 12,98 | 20,89 | 12     | FM 2812 (en)                                                 |                                                                                    |
| Hidalgo                                   | Edinburg              |       |       | 14     | Faysville                                                    |                                                                                    |
| Hidalgo                                   | Edinburg              | 15,16 | 24,40 | 15     | FM 162 (en) (El Cibolo Road)                                 |                                                                                    |
| Hidalgo                                   | Edinburg              | 17,56 | 28,26 | 17     | FM 490 (en) / US 281 nord – George West                      | Continue comme US 281 nord; dessert l'Aéroport International South Texas           |
| - Terminus de multiplex - Accès incomplet |                       |       |       |        |                                                              |                                                                                    |